# Miltogramma nepalica
Miltogramma nepalica är en tvåvingeart som beskrevs av Boris Borisovitsch Rohdendorf 1966. Miltogramma nepalica ingår i släktet Miltogramma och familjen köttflugor.
Artens utbredningsområde är Nepal. Inga underarter finns listade i Catalogue of Life.